# Stor tinamu
Stor tinamu (latin: Tinamus major) er en fugleart, der lever i landene i det nordligste Sydamerika, i  Amazonas regnskov samt i Mellemamerikas sydlige del.